# La Désobéissance civile
La Désobéissance civile (titre original : On the Duty of Civil Disobedience, ou Civil Disobedience) est un essai de philosophie politique de Henry David Thoreau publié en 1849. Thoreau écrit sur le thème de la désobéissance civile en se fondant sur son expérience personnelle.

## Présentation générale

### Contexte
En juillet 1846, Henry David Thoreau est emprisonné, car il a volontairement refusé de payer un impôt à l'État américain. Par ce geste, il entendait protester contre l'esclavagisme qui régnait alors dans le Sud et la guerre américano-mexicaine. Il ne passe qu'une nuit en prison, car sa tante paie la caution, ce qui le rend furieux,.

### Titre
Ce livre était originellement intitulé Resistance to Civil Governement (Résistance au gouvernement civil) ; c'est l'éditeur qui l'aurait renommé en Civil Disobedience – selon l'expression inventée par Thoreau dans une correspondance – lors de sa réédition posthume (1866).

## Contenu
Thoreau soutient une doctrine de la désobéissance civile. Le meilleur État, dit-il, est celui qui gouverne le moins, si ce n'est pas du tout. Le gouvernement, en effet, « est au mieux un expédient » et encore beaucoup ne le sont pas. De la même manière qu'une armée n'est pas utile en temps de paix, un État ne l'est pas non plus, car il peut faire l'objet d'abus et « être perverti avant que le peuple ne puisse réagir ».
L'auteur critique les bases de la prise de décision d'un gouvernement : ce n'est pas l'idée la plus juste qui remporte l'adhésion, mais l'idée de la majorité. Il critique ainsi la tyrannie de la majorité. Cela participe d'une réduction du rôle de l'individu. Par ailleurs, le gouvernement n'hésite pas à les envoyer à la guerre : « la masse des hommes sert l’État ainsi, non comme des hommes principalement, mais comme des machines, avec leurs corps ».
Le philosophe tient un discours abolitionniste, et appelle tous les fonctionnaires à ne plus servir l’État esclavagiste.

## Postérité
Avec le Discours de la servitude volontaire d'Étienne de La Boétie, La Désobéissance civile est un ouvrage fondateur du concept de désobéissance civile.
Plusieurs chefs d’État et personnalités politiques ont été des lecteurs de Thoreau. Mohandas Gandhi a écrit un résumé du livre pour le Indian Opinion, et conclut son texte par la phrase suivante : « Thoreau était un grand auteur, un grand philosophe, un grand poète, et avant tout un homme pratique, c'est-à-dire qu'il n'enseignait rien qu'il n'était pas prêt à mettre en pratique lui-même. Il fut l'un des hommes les plus grands et moraux que l'Amérique a produits ».

## Traductions françaises
- Désobéir, traduction et avant-propos de Léon Bazalgette, Paris, F. Rieder, coll. « Les prosateurs étrangers modernes », 1921.
- La Désobéissance civile suivie de Plaidoyer pour John Brown, trad. Christine Demorel et Laurence Vernet, biographie par Louis Sion, préface de Micheline Flak, Paris, Jean-Jacques Pauvert, coll. « Libertés nouvelles » no 2, 1968.
- La Désobéissance civile suivi de Plaidoyer pour John Brown, trad. Micheline Flak, Christine Demorel et Laurence Vernet, préfaces de Louis Simon et Micheline Flak, Paris, Jean-Jacques Pauvert coll. « Libertés nouvelles », 1977.
- La Désobéissance civile suivi de Visiteurs: propos sur un bûcheron canadien français, trad., introduction et chronologie par Sylvie Chaput, préface par Marc Chabot, Montréal, Minerve Hexagone, 1982.
- La Désobéissance civile : du devoir de désobéissance civique, trad. et notes de Jean-Pierre Cattelain, Bats, Utovie, 1989.
- La désobéissance civile, préface de Micheline Flak, trad. Micheline Flak, Christine Demorel et Laurence Vernet, Castelnau-le-Lez, Climats, coll. « L’éclipse » no 4, 1992.
- Résistance au gouvernement civil, trad. Sophie Rochefort-Guillouet et Alain Suberchicot, dans: Désobéir, textes réunis et présentés par Michel Granger, Paris, Éditions de l'Herne, coll. « Bibliothèque 10/18 », 1994  (ISBN 978-2-264-02497-8)
- La désobéissance civile, trad. et postface de Guillaume Villeneuve, Paris, Mille et Une Nuits no 114, 1996, 63 p.
- Du devoir de la désobéissance civile, trad. Patrick Mavery, préface et notes d’Éric Lowen, Saint-Jean, Aldéran, 1998 ; Toulouse, Aldéran, 2005.
- La désobéissance civile, Préface et direction de Noël Mamère, accompagné de l'article du Monde Diplomatique intitulé « Jusqu'où obéir à la Loi » daté d'avril 2006, Paris, Le Passager Clandestin, 2007, 75 p.  (ISBN 978-2-916952-03-1).
- La désobéissance civile : du devoir de désobéissance civique, trad., notes et postface de Jean-Pierre Cattelain, Bats, Utovie, 2007.
- La désobéissance civile, trad. Jacques Mailhos, Paris, Gallmeister, 2017, 38 p.  (ISBN 978-2-35178-607-9)
- Désobéissance civile, trad. et notes de Étienne Marcoux, Montréal, le bleu du ciel, 2021  (ISBN 978-2-924599-07-5)